# Cuirasatul Tirpitz
Cuirasatul Tirpitz
Caracteristici:
Deplasament real: 54000 t
Deplasament nominal: 42900 t
Lungime maximă: 251 m
Lungime pe linia de plutire: 242 m
Lățime: 36 m
Pescaj: 10,6 -11,3 m m
Viteză maximă: 30,8 noduri
Viteză de croazieră: 28 noduri
Rază de acțiune:9000 de mile cu 19 noduri
Combustibil: 8700 t
Elice:3
Mașini:
3 grupe de turbine de 48000 cp
12 cazane de apă de 55 atm
Instalații electrice:
2 grupe turboelectrice și 2 grupe diesel de 2000 de kW fiecare
Artileria:
4 turele duble - 8 tunuri de 380 mm, dispuse două la prova (Anton și Bruno), și două la pupa (Cezar și Dora).
6 turele duble - 12 tunuri de 150 mm
8 turele duble antiaeriene - 16 tunuri de 105 mm
16 mitraliere cvadruple antiaeriene de 20 mm
8 turele duble antiaeriene - 16 tunuri de 37 mm
2 tunuri cvadruple pentru torpile de 533 mm
4 hidroavioane tip 196, lansate de catapulte
ofițeri
maiștri
echipajului

Considerat de propaganda nazistă la vremea respectivă cea mai puternică navă de luptă din emisfera vestică, fiind depașită doar de navele japoneze Yamato și Musashi, cu un deplasament de 72000 de tone, cuirasatul Tirpitz a fost cea mai mare navă de război a Europei.      Finalizat la șantierele navale de la Wilhelmshaven, în 25 februarie 1941, intră în componența Marinei germane de Război marina germană iar pe 1 aprilie același an este lansat la apă. Ceremonia lansării la apă a fost onorată de prezența doamnei von Hassel, fiica marelui amiral Alfred von Tirpitz, creatorul flotei germane cu aproape treizeci de ani înainte.      După terminarea probelor din anul 1941, în Marea Baltică și efectuarea ultimelor revizii, cuirasatul Tirpitz pleacă la 12 ianuarie 1942 din Kiel, iar patru zile mai târziu, sosește în fiordul Trondheim (ramificația Assenfjord). Poziționarea strategică în Norvegia, constituia o amenințare pentru Royal Navy, dar și pentru covoaiele Aliate din Arctica, ce transportau către Uniunea Sovietică tehnică de război, scufundarea lui devenind o prioritate. Astfel, asupra cuirasatului german vor fi lansate între ianuarie 1942 - noiembrie 1944, un număr de 16 atacuri, dintre care 3 își vor atinge ținta.  Nava germană ieșea în larg rar și cu prudență maximă, astfel că o  confruntare cu flota mitropolitană era imposibilă; singura posibilitate de a o scufunda erau atacurile aeriene și cele submarine. Pe 22 februarie 1942 sosesc la Trondheim [Admiral Scheer] și [Prinz Eugen] pentru a spori forța navală de atac a germanilor asupra convoaielor din nord. Pe 3 martie Tirpitz părăsește fiordul în vederea atacării unui convoi în Arctica. Incursiunea eșuează lamentabil, iar la întoarcerea spre bază, este reperat în largul Insulelor [Lofoten] de 12 avioane torpiloare decolate de pe portavionul [Victorious]. Pe 13 martie Tirpitz ajunge în port cu daune minime.      Pe 31 decembrie 1942 Tirpitz participă la atacarea unui alt convoi Aliat, alături de greu [Hipper] și 6 distrugătoare. Atacul eșuează din cauza escortei numeroase (50 de nave de luptă Aliate), germanii pierzănd un distrugător și pe Hipper grav avariat. 
[Karl Dönitz] devenit pe 30 ianuarie 1943, noul comandant al Marinei germane, schimbă tactica de luptă și transferă puternice forțe navale în nord (Tirpitz, Scharnhorst, Lüzow și 6 distrugătoare) cu scopul de a ataca mai agresiv convoaiele din Arctica.  Pentru condiții mai bune de operare, navele germane își stabilesc baza la 70º latitudine nordică în fiordul Alta. În septembrie 1943, Tirpitz și [Scharnhorst], însoțite de 10 contratorpiloare, ridică ancora și pleacă spre Arhipelagul Spitzbergen, cu misiunea de a distruge mica bază Aliată de la Barentsburg. Întors în fiordul Alta și reperat de avioane de recunoaștere britanice, dar și de membri ai rezistenței norvegie, Tirpitz va fi ținta unui atac [Operațiunea Source] realizat cu 6 submarine mari și 6 submarine pitice. Două dintre acestea din urmă, ajunse în fiord, își vor lansa încărcaturile explozive sub coca vasului pe 22 septembrie 1943, avariindu-l grav.       
În perioada aprilie-octombrie 1944, după ce reparațiile fuseseră aproape finalizate, asupra lui Tirpitz se mai execută 8 atacuri aeriene cu avioane [Barracuda], [Corsair], [Hellcat], [Wildcat],  [Seafire], [Firefly], [Lancaster], care îi produc avarii și mai grave.       
Pe 15 octombrie, Tirpitz cu remorcat, cu viteza serios micșorată, se deplasează în apropiere de Tromsø, din cauza înaintării trupelor sovietice în nordul Norvegiei. Aproape o epavă, Tirpitz trebuia să îndeplinească la Tromsø rolul de fortăreață plutitoare.  Pe 12 noiembrie, între orele 8:40 și 9:50, 32 de avioane de bombardament [Lancaster], aparținând escadrilelor de elită 617 și 9, (poreclite "dam busters" pentru misiunile de distrugere a barajelor germane) comandate de cmd. J. B. Tait, decolează din Scoția cu misiunea de a scufunda cuirasatul Tirpitz. Se folosesc explozibil R. D. X. și  bombe imense de 5400 kg (Tallboys), singurele capabile să străpungă blindajul navei. Se estimează că 3 astfel de bombe au lovit nava. Aceasta se înclină, apoi se răstoarnă. Majoritatea echipajului, închis în compartimentele blindate, nu reușește să se salveze. Din cei 1500 de marinari aflați la bord, (era o zi de duminică, iar unii marinari primiseră permisii în acea zi) au fost salvați 800. Operațiunile de salvare au fost coordonate de vasul atelier [Neumark] și de remorcherul [Arngast]. Cadavrele recuperate au fost înhumate cu onorurile cuvenite la Tromsø.      
După război, epava a fost achiziționată de societatea norvegiană  Hovding Ship Brekers. Mari cantități de oțel au fost trimise la Kristiansund  sau vândute Germaniei. În revista "Illustrated" din iulie 1949, Lennart Nilson scria: "Germanii s-au lipsit de unt pentru a construi Tirpitz, dar norvegienii au fost aceia care au aflat pe ce parte a feliei era untul." 

{{Informații bibliotecare
[Leonce Peillard]- Scufundați cuirasatul Tirpitz- Ed. Politică}}
Paul Brickwill- "The Dam Busters"